# Александър Ицев
Александър Ицев (на македонска литературна норма: Александар Ицев) е политик от Социалистическа република Македония.

## Биография
Роден е на 11 юни 1921 г. в град Кавадарци. Завършва строително училище в родния си град, а след това Военно-занаятчийско училище към Военно-технически завод в Крагуевац. От 1940 г. е член на Югославската комунистическа партия, а на следващата година се включва в комунистическата съпротива във Вардарска Македония. Секретар е на Местния комитет на ЮКП за Кавадарци и член на Местния комитет на Съюза на комунистическата младеж на Югославия. Отделно е инструктор на Втория областен комитет на Комунистическата партия на Македония (МКП) и секретар на Околийския комитет на МКП за Тиквешията. След Втората световна война е майор от запаса. Бил е секретар на Областния комитет на МКП за Битоля, инструктор на ОК на МКП за Битоля и член на Окръжния комитет на МКП за Велес. Избран е за член на ЦК на МКП на първия конгрес на МКП (1948) и остава такъв и след петия конгрес (1968). Бил е депутат в Събранията на Социалистическа република Македония (първо събрание) и СФРЮ (второ събрание). Известно време Ицев е директор и на Завода за метали „Тито“ в Скопие. Бил е председател на комитета за транспорт към правителството на СРМ, инструктор на ЦК на МКП и подпредседател на Комитета за държавен контрол на СРМ. Бил е и на други политически длъжности като секретар на Областния комитет на МКП, председател на Областния народен комитет на Щип, председател на Републиканския съвет на Съюза на синдикатите на Македония, председател на Околийския народен комитет във Велес, председател на Стопански комитет на Събранието на СРМ. Носител е на партизански възпоменателен медал 1941 г..